# Szénásgödör
Szénásgödör (másképpen Sirovnica, németül: Heugraben, horvátul: Žarnovica) község Ausztriában Burgenland tartományban a Németújvári járásban.

## Fekvése
Németújvártól 14 km-re északnyugatra a Zickenbach bal partján fekszik.

## Története
A régészeti leletek tanúsága szerint területén már a kőkorszak óta éltek emberek. Megtalálták itt a rézkor, a bronzkor és a jégkorszak emberének nyomait is. A római korban területe Pannónia tartományhoz tartozott. A magyarok 900 körül szállták meg ezt a vidéket, ahova a nyugati gyepük védelmére határőrző népeket telepítettek.
A települést 1444-ban "Hathal" alakban említik először. 1455-ben "Zenawelgh alias Heytal", 1475-ben "Zenafelde" alakban említik. A Girolti család birtoka volt. 1524-től a Batthyány család birtoka volt. 1529-ben és 1532-ben elpusztította a török. Ezt követően a horvátországi Batthyány birtokokról menekülő horvátokkal telepítették be. Lakói 1580-ban evangélikusok lettek, de a katolikus hitre áttért Batthyány Ádám visszatérítette őket. A 19. században házasság révén a Montenuovo hercegi család birtoka, majd 1892-ben Kottuliszky Teodóra grófnő vásárolta meg.
Fényes Elek szerint "Heugraben, Virovnicza, német falu, Vas vmegyében, 315 kath. lak. Sovány, hegyes határ. F. u. h. Batthyáni. Ut. p. Szombathely."
Vas vármegye monográfiája szerint " Sirovnicza, 85 házzal és 531 horvát és németajkú lakossal. Vallásuk r. kath. Postája és távírója Szt.-Elek. Birtokosok Montenuovo herczeg és Kottulinszky Teodóra grófnő."
1910-ben 487 lakosából 462 horvát, 23 német, 2 magyar volt. A trianoni békeszerződésig Vas vármegye Németújvári járásához tartozott. 1921-ben Ausztria Burgenland tartományának része lett.
2001-ben 250 lakosa volt, ebből 216 német, 33 horvát.

## Nevezetességei
A Szentháromság tiszteletére szentelt római katolikus temploma, Baksafalva filiája.

## Külső hivatkozások
- Szénásgödör a dél-burgenlandi települések honlapján
- Geomix.at Archiválva 2011. január 28-i dátummal a Wayback Machine-ben
- A község az Osztrák Statisztikai Hivatal honlapján